# رقمة رافعية
الرقمة الرافعية (باللاتينية: Erodium gruinum) نوع نباتي يتبع جنس الرقمة من الفصيلة الغرنوقية.

## الموئل والانتشار
موطنها بلاد الشام ومصر والمغرب العربي وشرق حوض البحر الأبيض المتوسط.

## مرادفات للاسم العلمي
- (باللاتينية: Geranium gruinum (L.) L)
- (باللاتينية: Erodium telavivense Eig)